# Mesociclo
Il mesociclo è l'unità di misura temporale usata solitamente in ambito sportivo (frequentemente nel culturismo e nel ciclismo dove le periodizzazioni sono fondamentali) per identificare i vari periodi in cui è suddiviso il macrociclo di allenamento annuale a cui si sottopone un atleta.
Il mesociclo è caratterizzato dall'omogeneità degli obiettivi di allenamento per cui all'interno del macrociclo annuale si possono disporre diversi mesocicli come ad esempio un mesociclo per lo sviluppo della forza o mesocicli per la crescita muscolare.
Il mesociclo a sua volta è suddiviso in microcicli.